# Hemellichaam
Een hemellichaam of astronomisch object is een voorwerp, een structuur of een samengesteld geheel dat van nature voorkomt in het waarneembare heelal. In de sterrenkunde worden de termen object en lichaam vaak door elkaar gebruikt.  Sommige hemellichamen zijn met het blote oog te zien, voor andere zijn meer of minder geavanceerde telescopen nodig. 

## Voorbeelden
Het heelal bevat uiteraard enorm veel objecten, onder meer de volgende.

### In het zonnestelsel
- de zon, de ster waar we alles aan danken: warmte, licht en het ontstaan van onze Aarde in een vaste baan om de zon.
- de aarde
- onze maan
- los stof bij de Aarde in de Kordylewskiwolken
- Planeten - In het zonnestelsel hebben we de acht klassieke planeten, waarvoor de namen uit de Griekse en Romeinse oudheid worden gebruikt. (In andere culturen zijn de planeten verbonden met andere, daar vereerde goden.) Pluto werd na zijn ontdekking in 1930 tot 2006 als de negende planeet beschouwd, maar onttroond omdat hij zijn baan rond de zon niet heeft gereinigd van andere, kleine hemellichamen.
- Dwergplaneten
- Planetoïden (asteroïden)
- Manen van planeten, dwergplaneten, en planetoïden
- Planetaire ringen
- Meteoroïden
- Kometen
- De Oortwolk
- Interstellaire objecten (als passant)

Voorbeelden van soorten hemellichamen
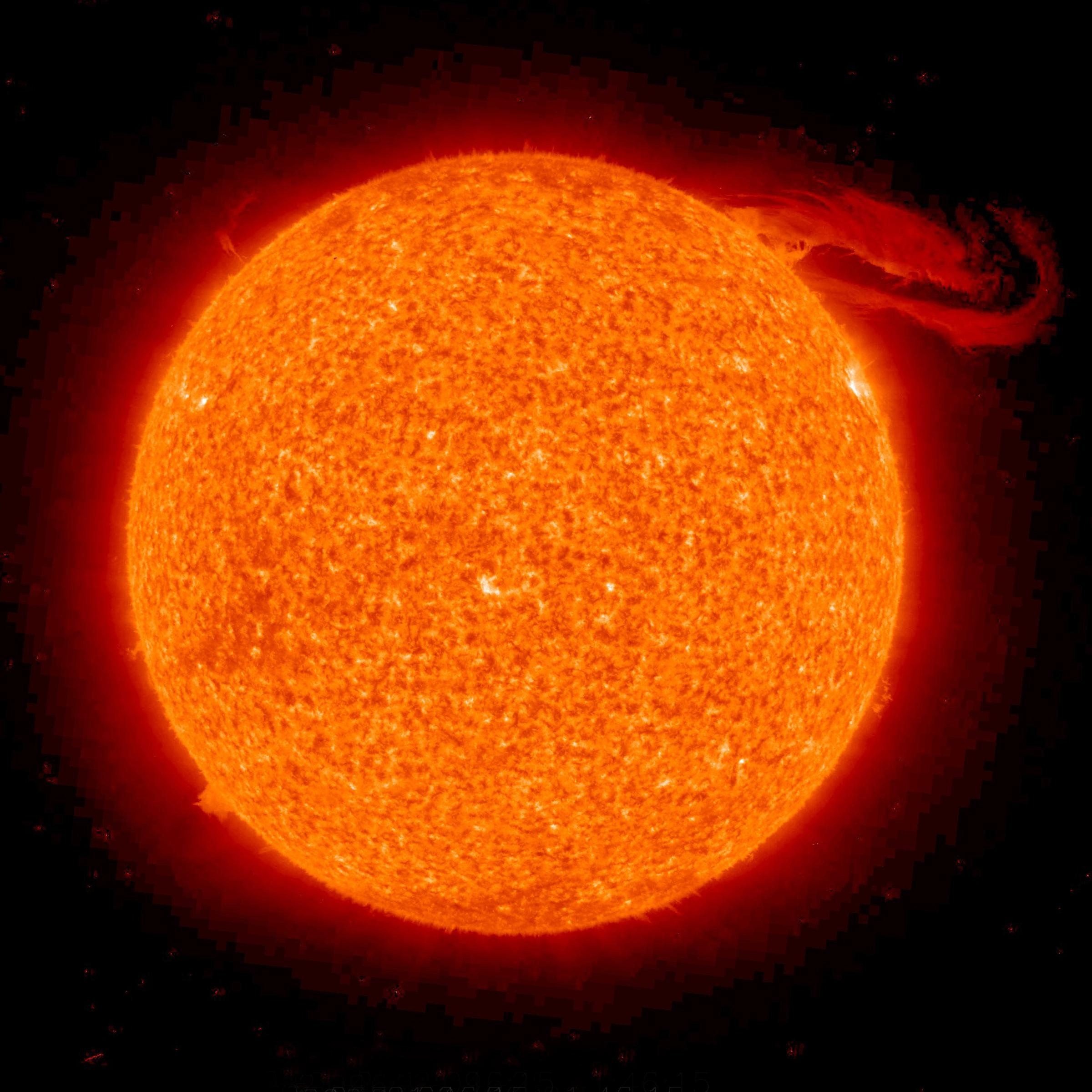
De Zon
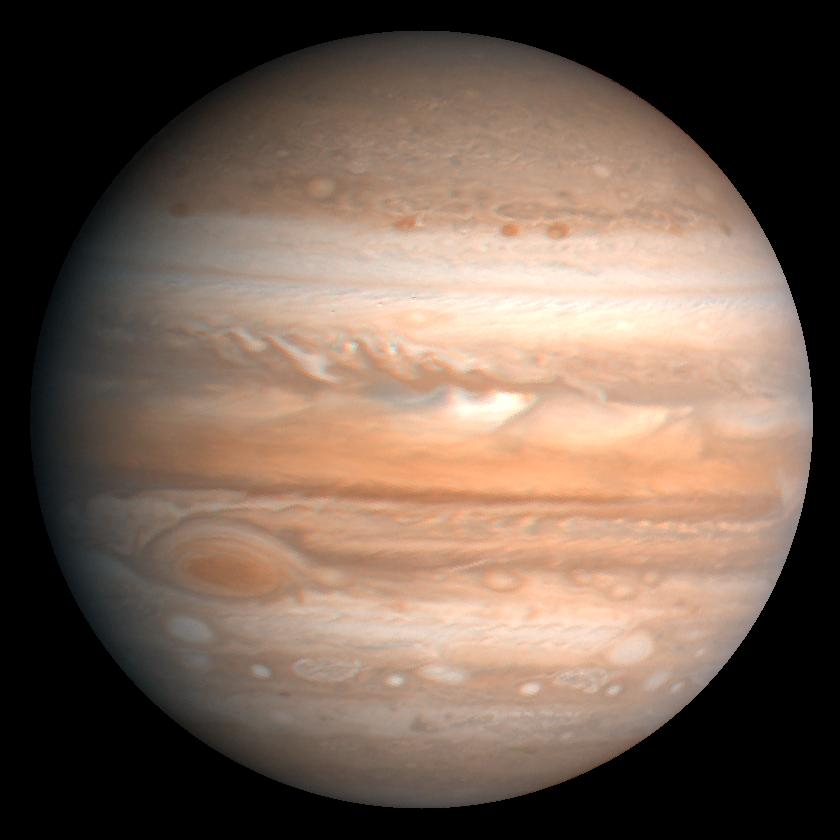
Jupiter, een planeet
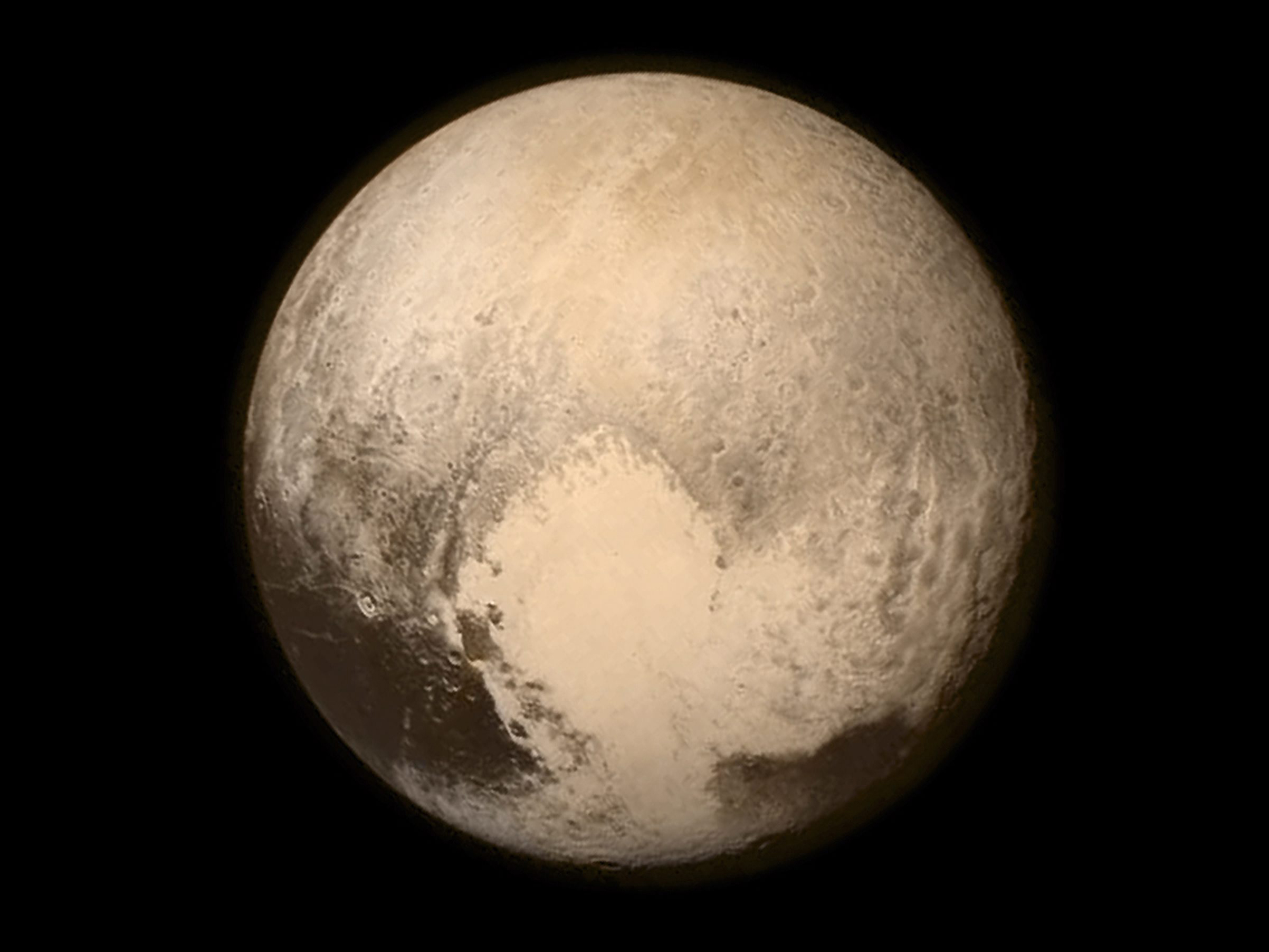
Pluto, een dwergplaneet
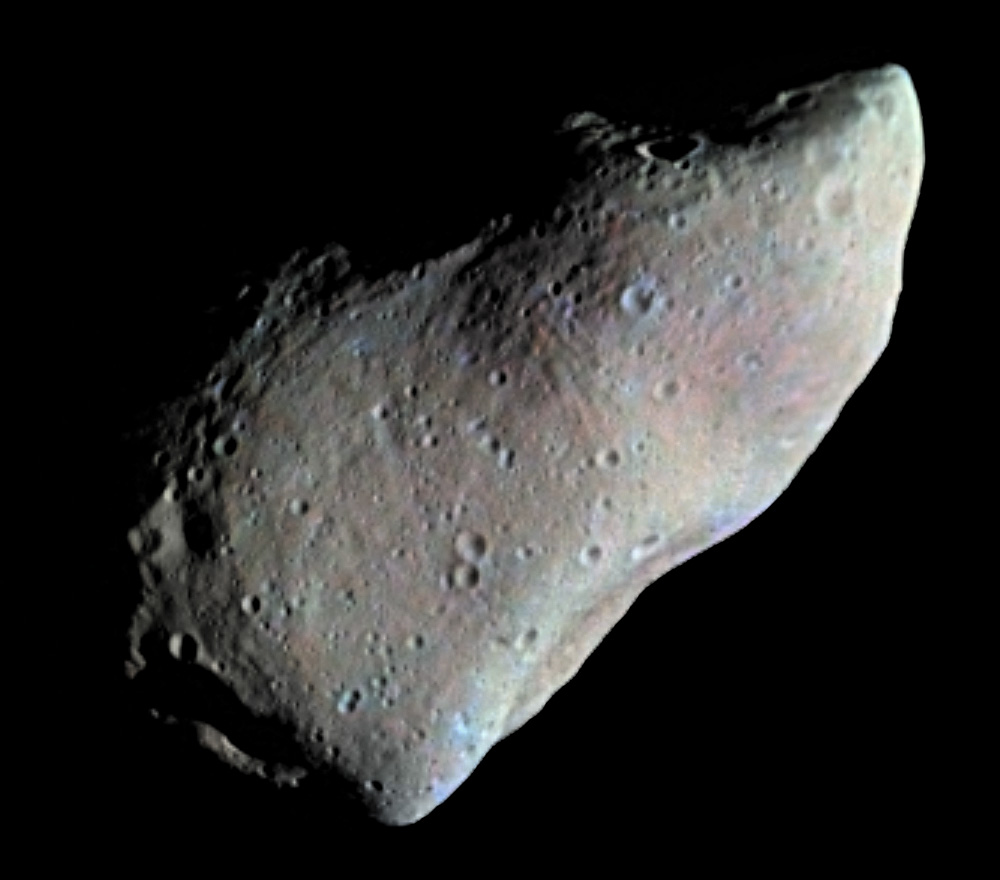
Gaspra, een planetoïde
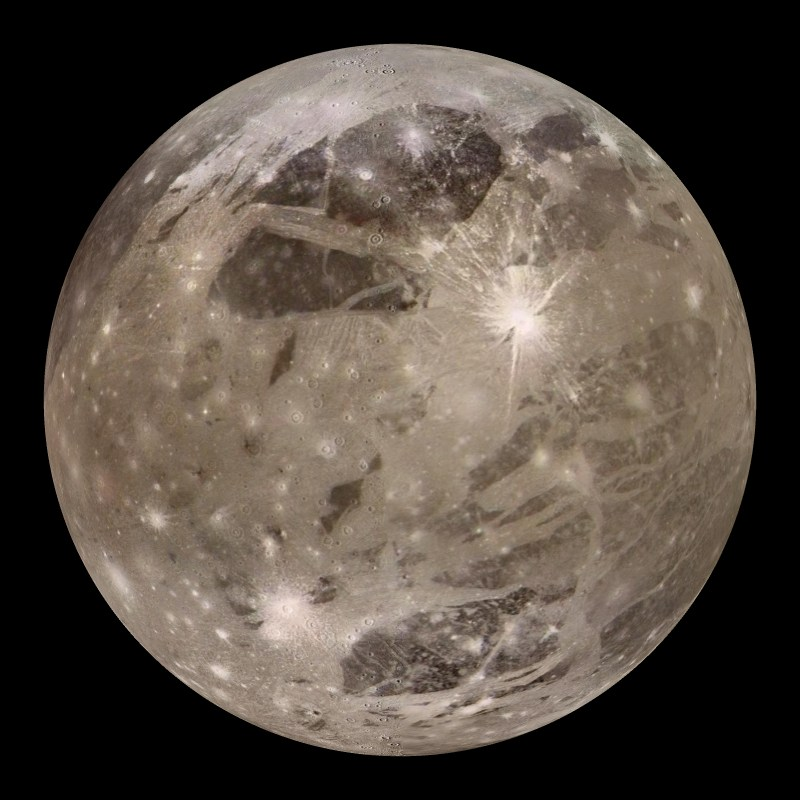
Ganymedes, een maan
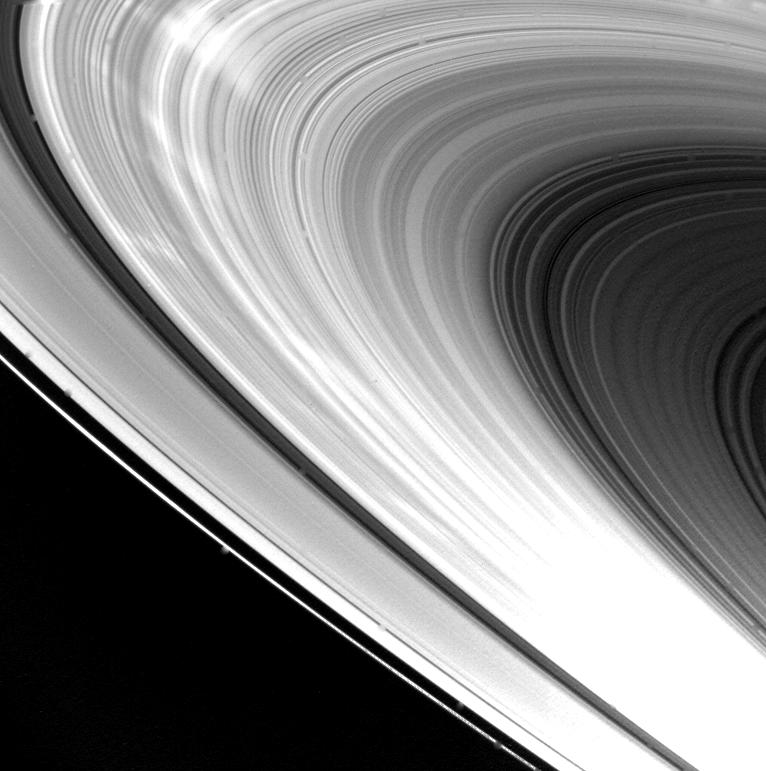
De ringen van Saturnus, een planetaire ring
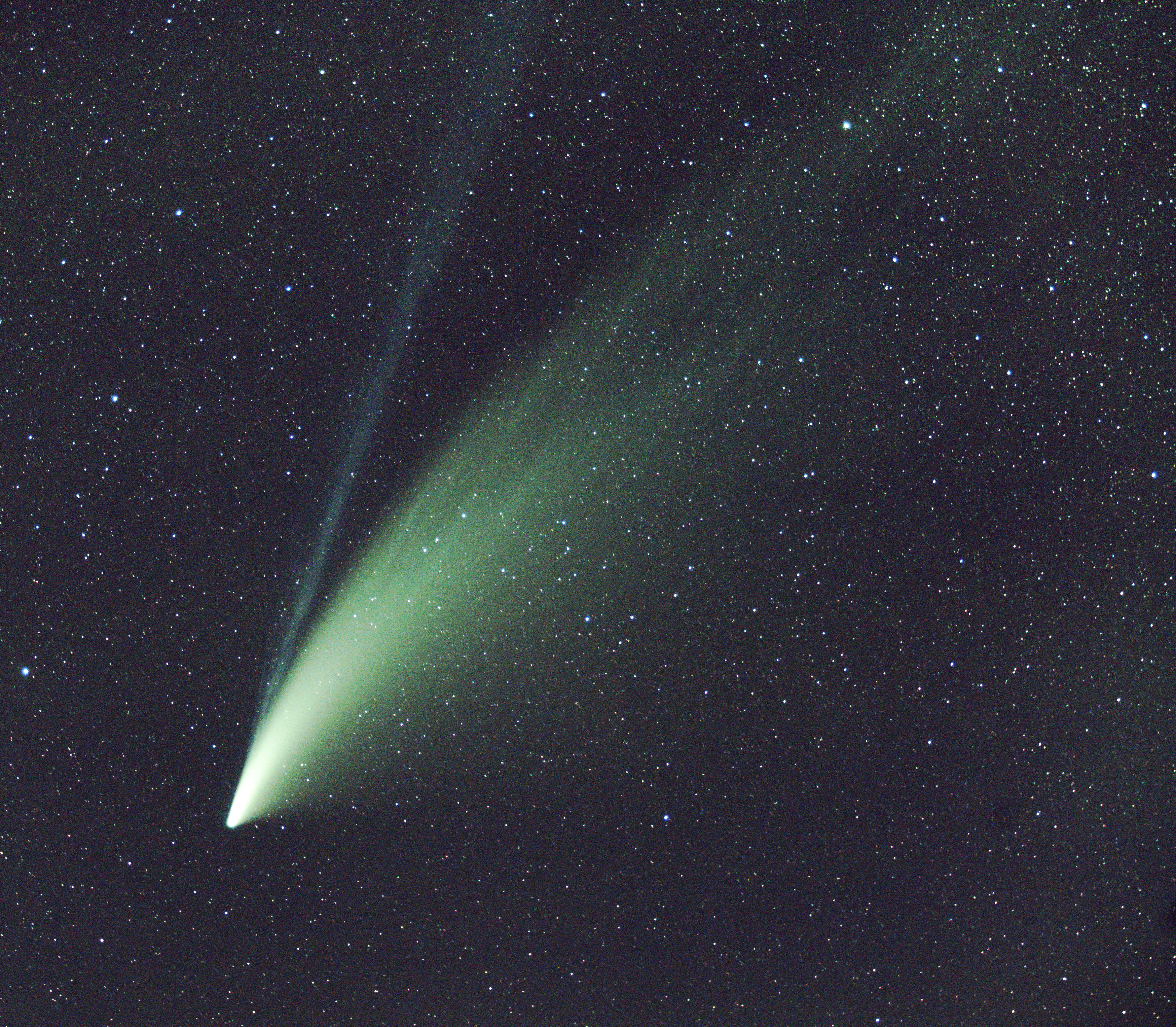
C/2020 F3 (NEOWISE), een komeet

### In het Melkwegstelsel
In ons eigen sterrenstelsel, de Melkweg, komen onder meer voor:
- Sterren met verschillende massa, magnitude, lichtkracht, spectraalklasse
- Dubbelsterren en Meervoudige sterren
- Exoplaneten
- Interstellaire objecten
- Planetenstelsels
- Puinschijven
- Zwarte gaten
- Neutronensterren
- Sterhopen, zoals
  - Bolvormige sterhopen (Bolhopen)
  - Open sterhopen
- Sterassociaties
  - Moving groupen
- Nevels en gaswolken zoals
  - Emissienevels
    - H-II-gebieden
    - Supernovaresten
    - Planetaire nevels

  - Reflectienevels
  - Absorptienevels
  - Moleculaire wolken
  - Hogesnelheidswolken
- Superbellen
- Galactisch centrum
- Bulge
- Halo's
- Spiraalarmen
- Kosmische straling

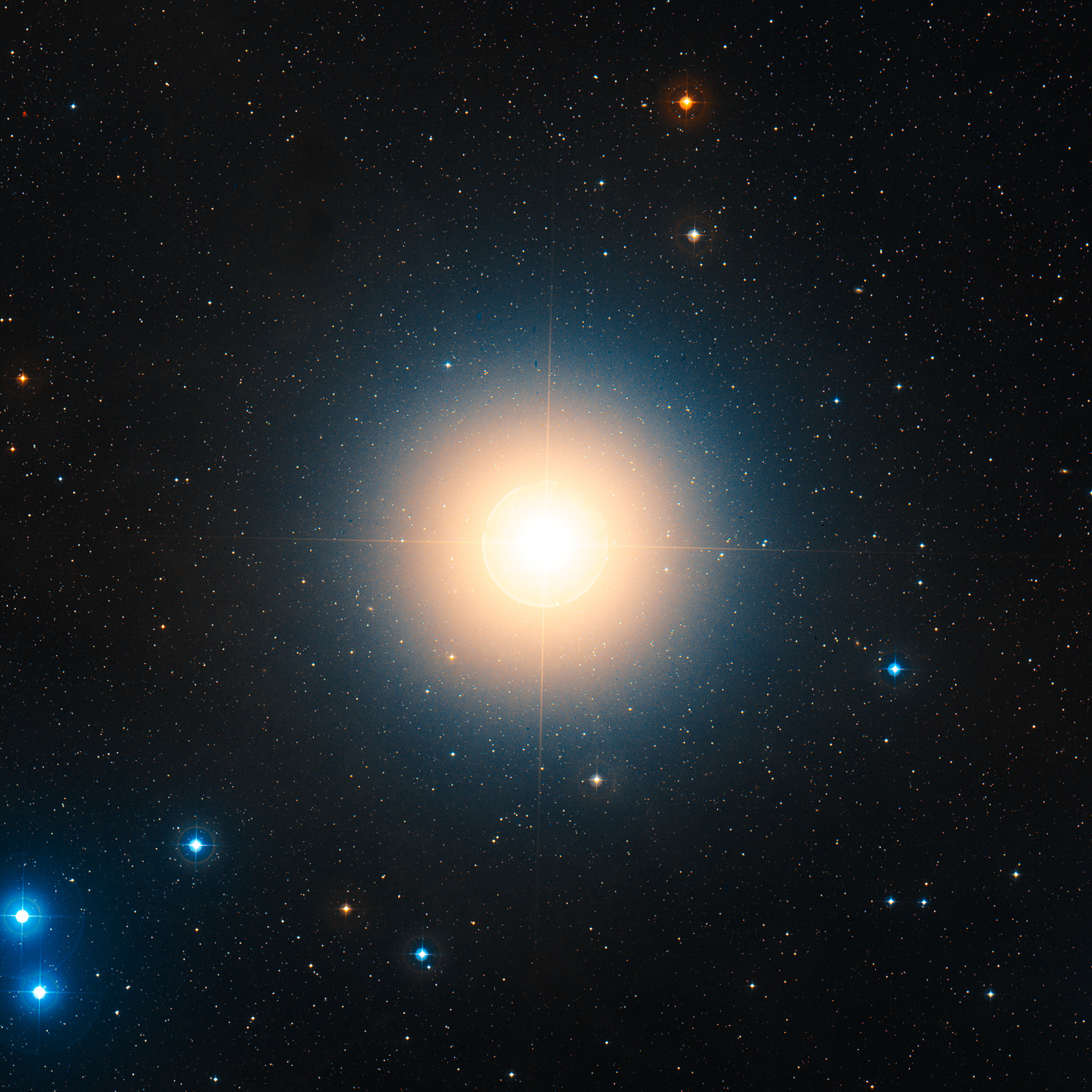
Aldebaran, een ster
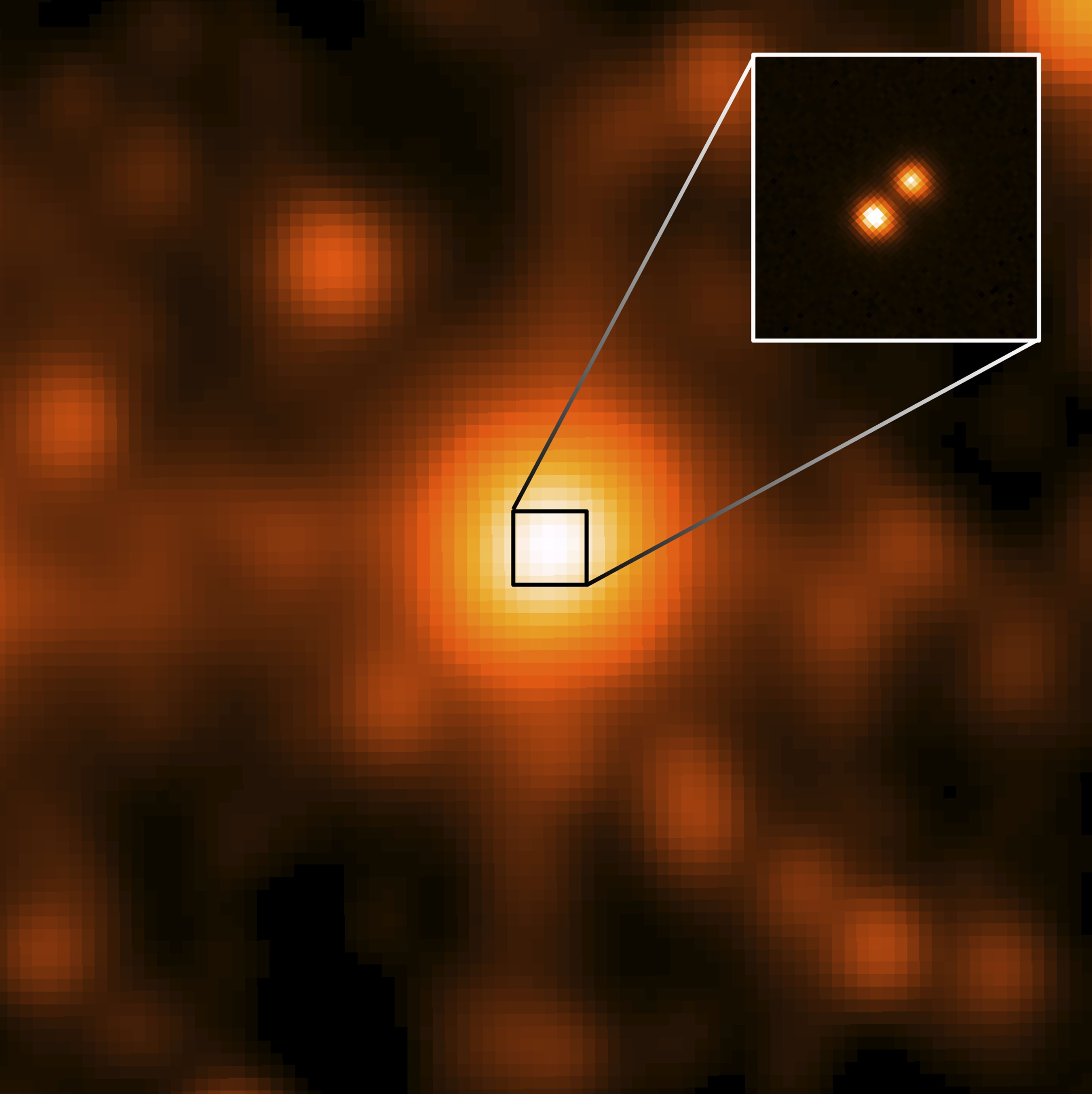
Luhman 16, een dubbelster
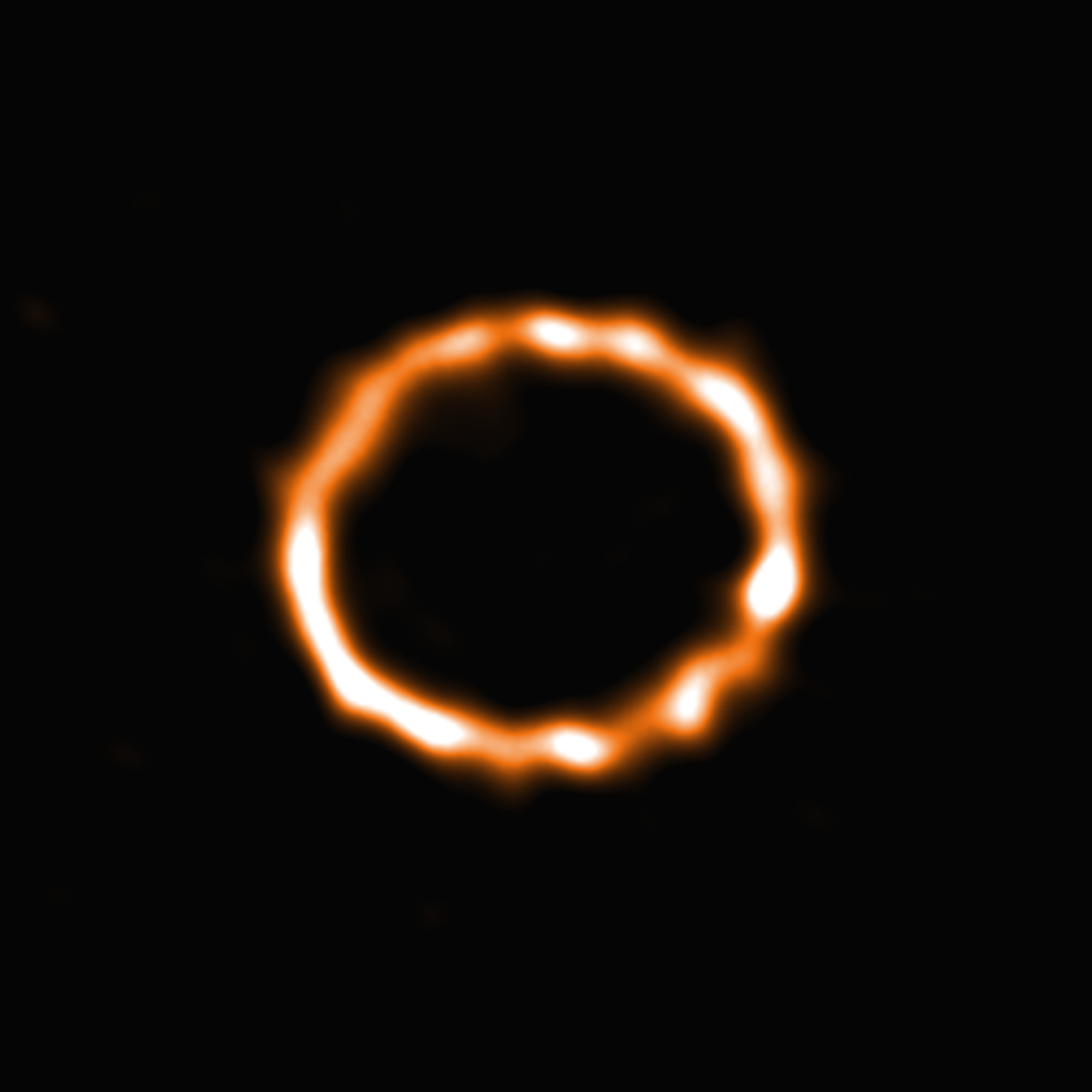
Puinschijf rond HD 181327
De Vela-pulsar, een neutronenster
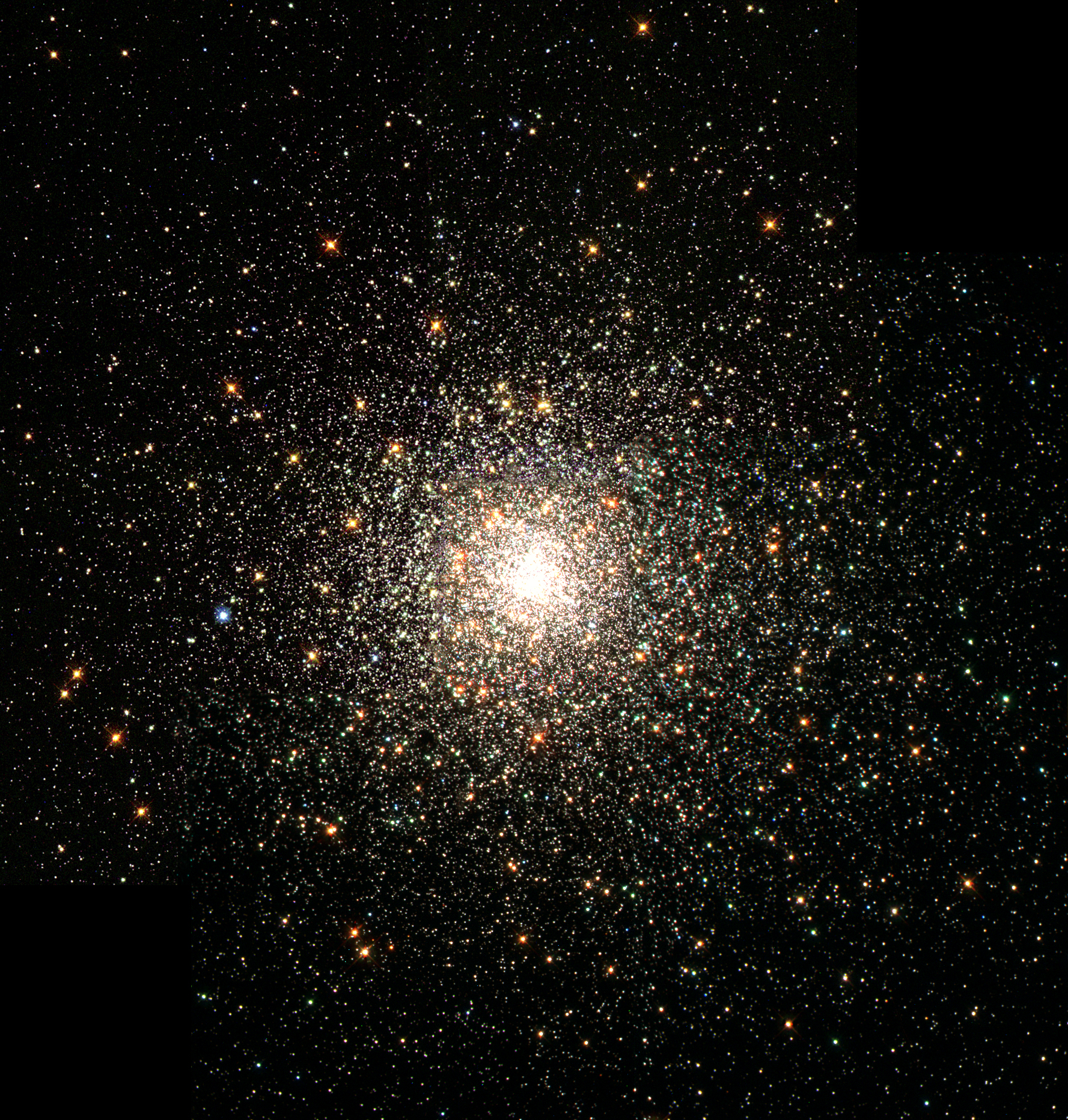
Messier 80, een bolvormige sterrenhoop
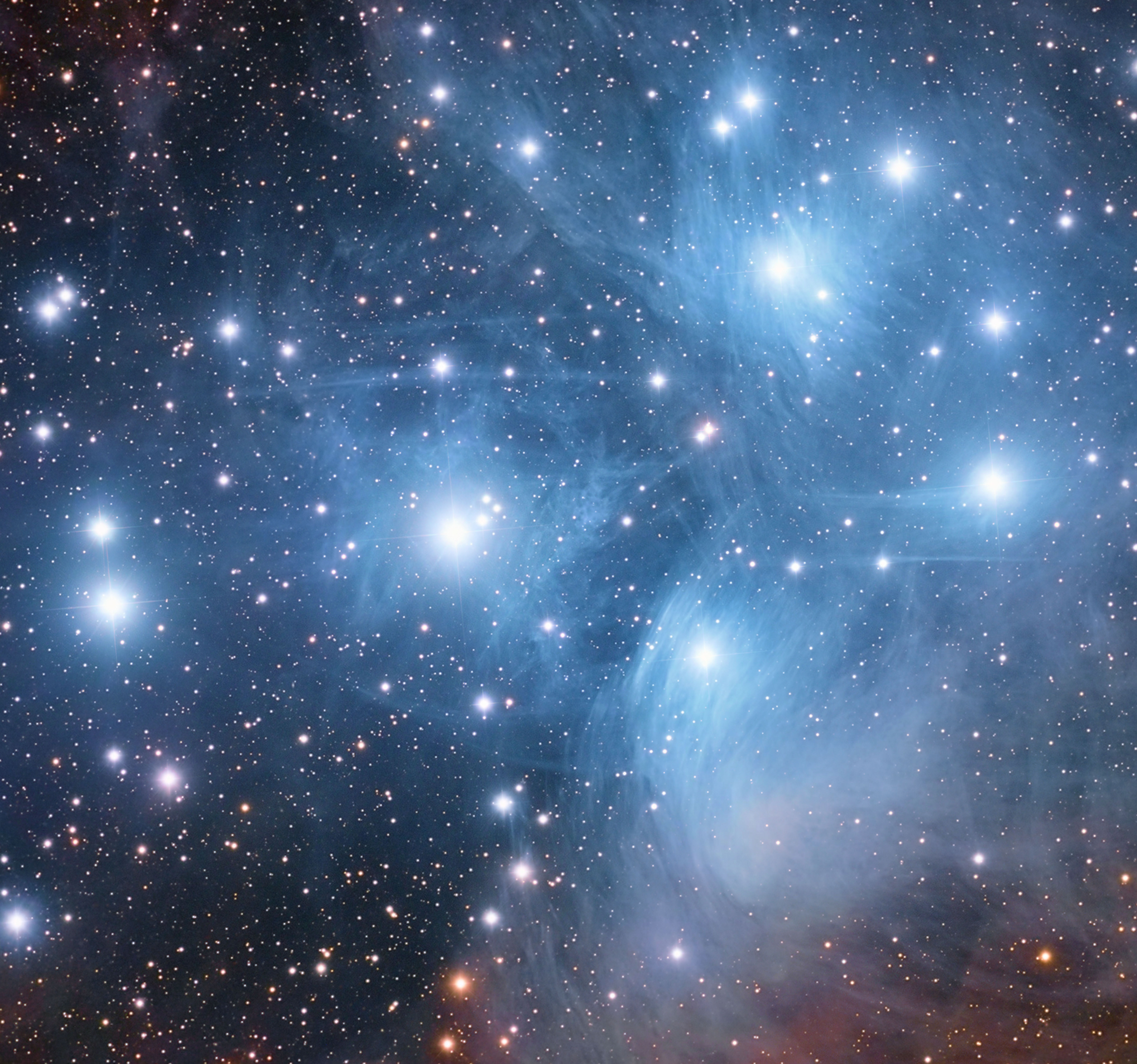
Het Zevengesternte, een open sterrenhoop
De Orionnevel, een H-II-gebied
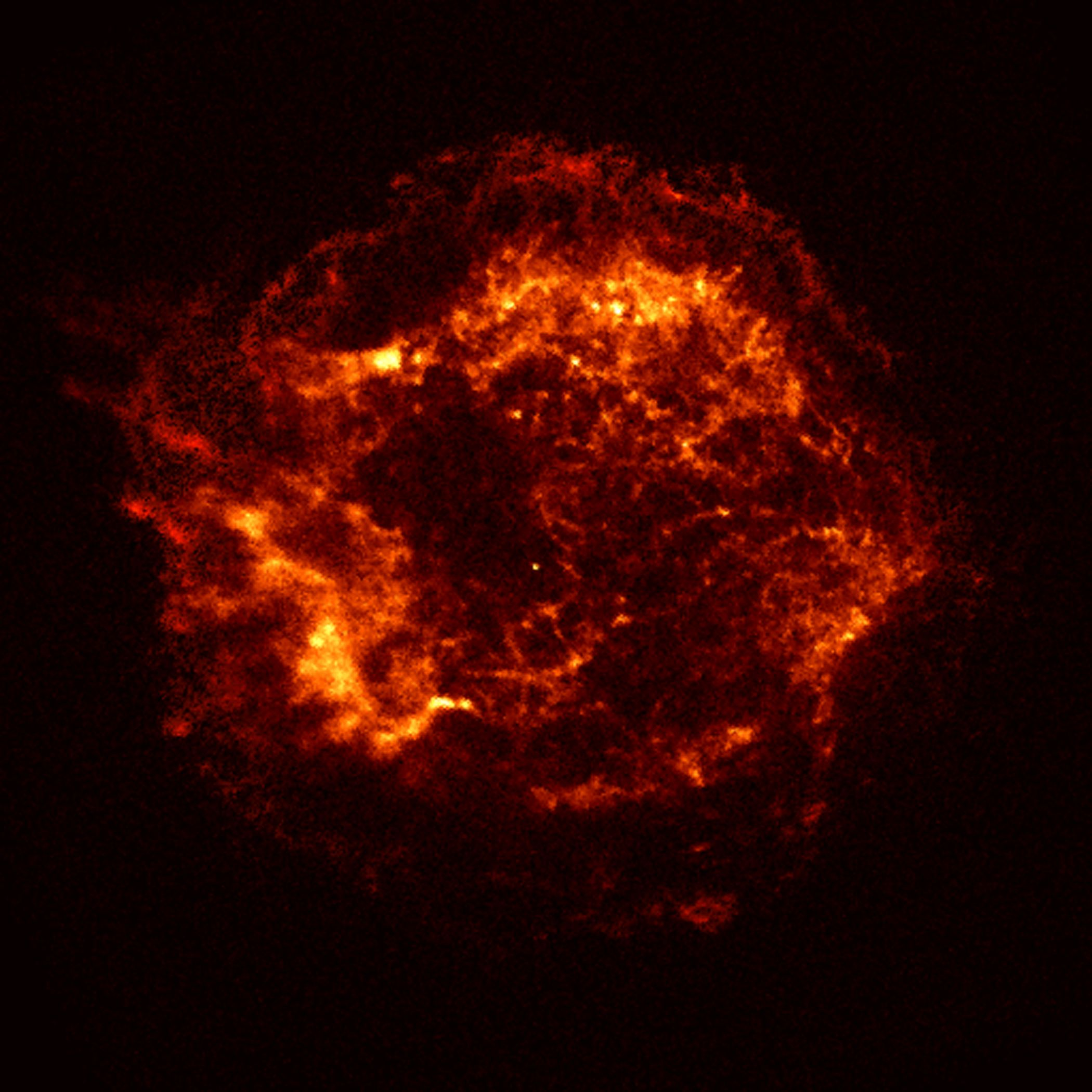
Cassiopeia A, een supernovarest
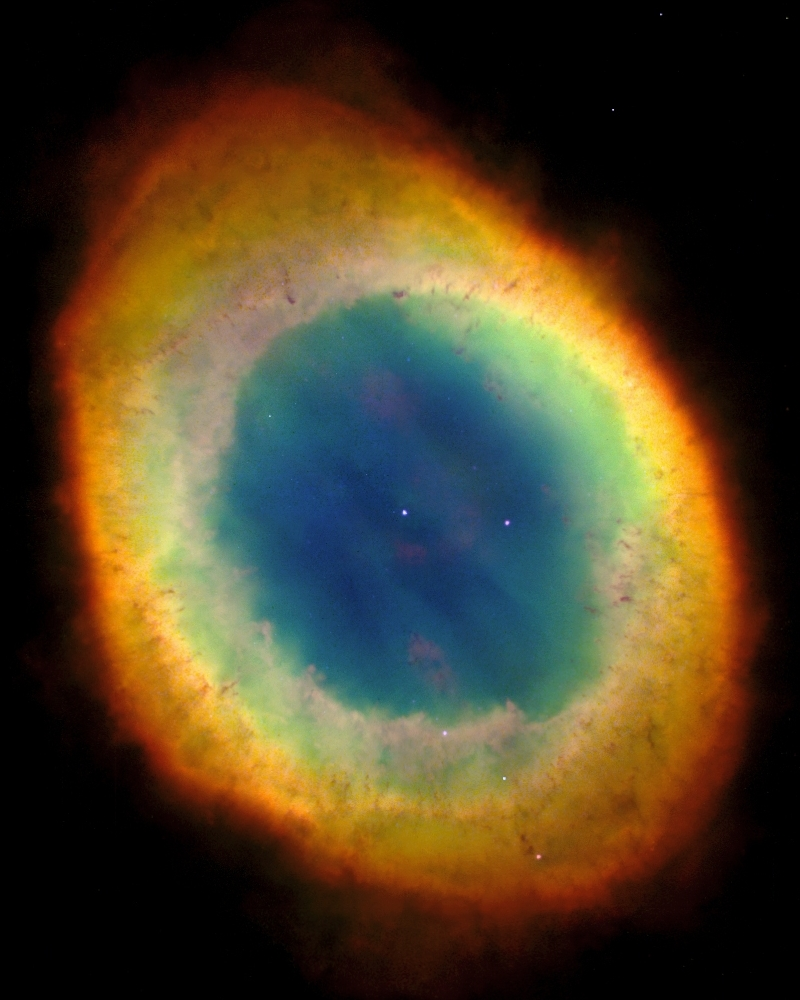
De Ringnevel, een planetaire nevel
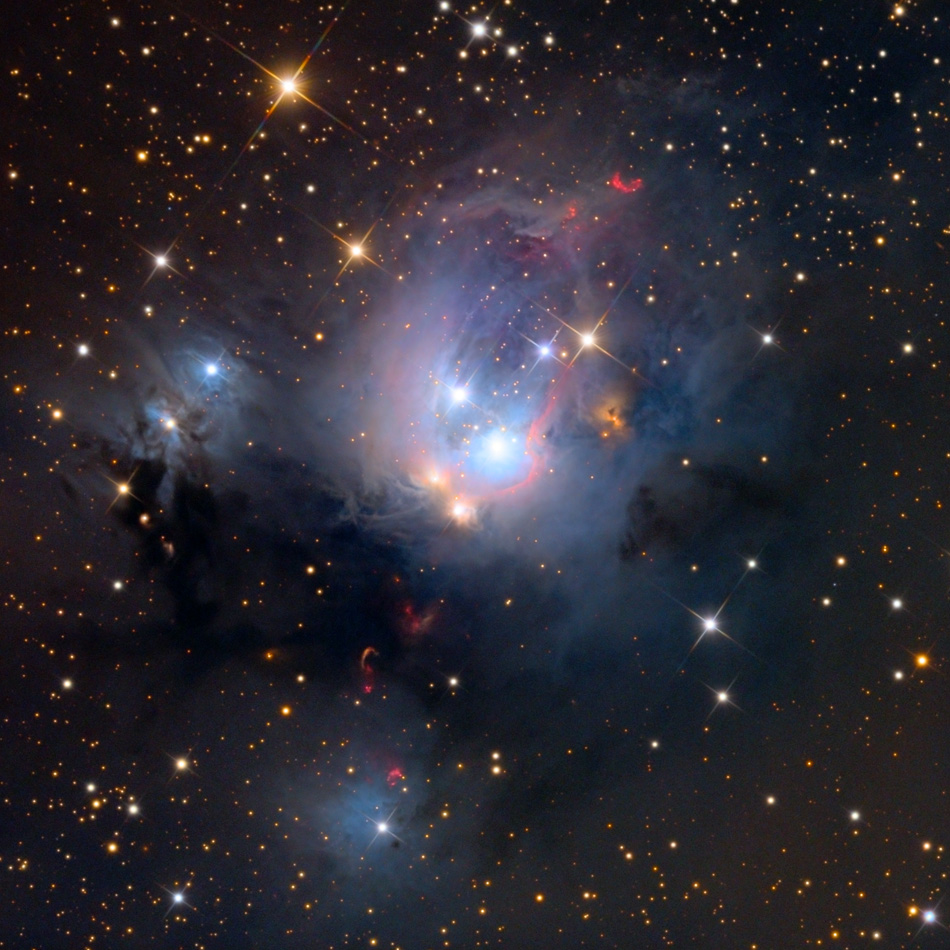
NGC 7129, een reflectienevel
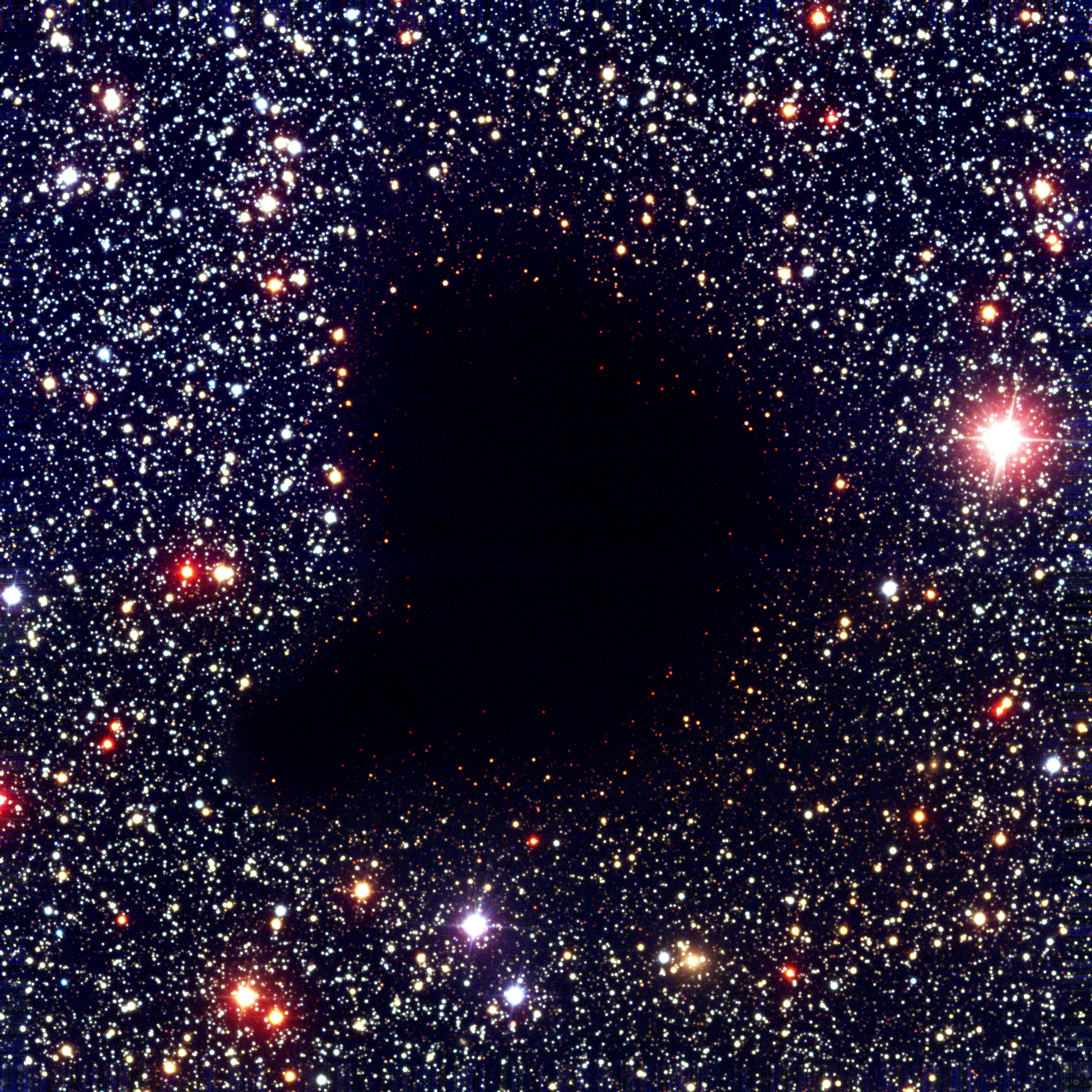
Barnard 68, een absorptienevel
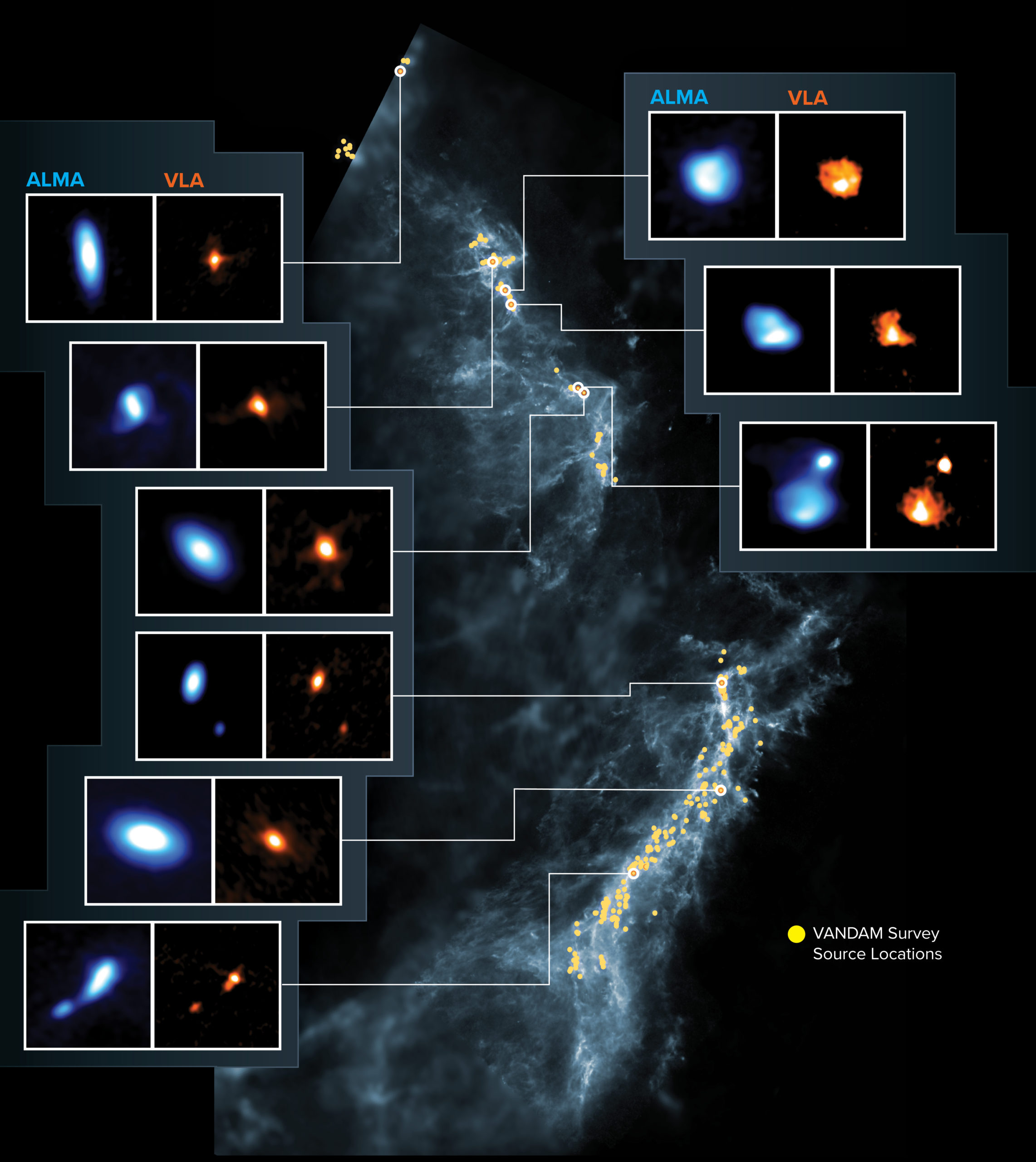
Moleculaire wolken in Orion
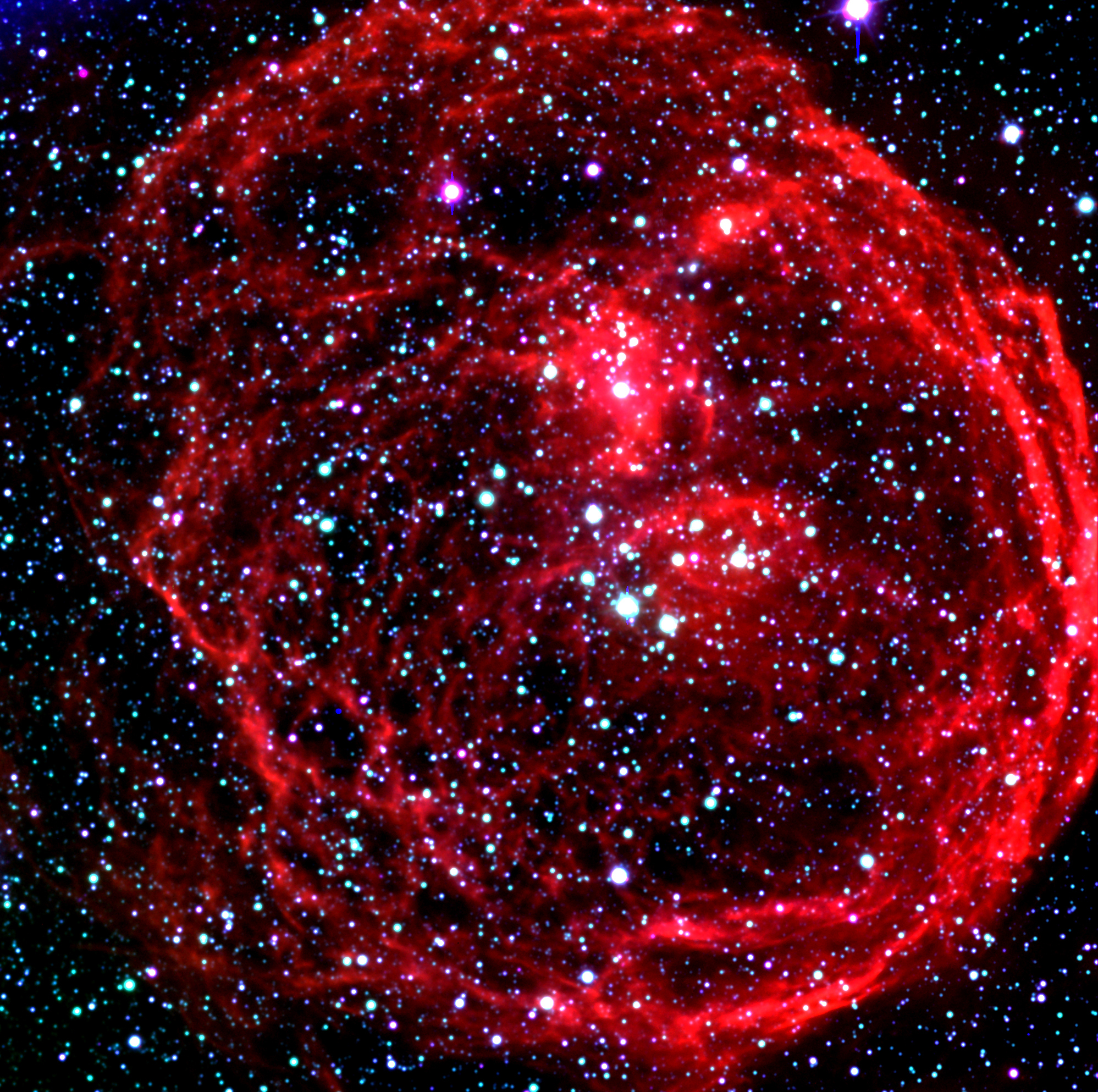
De superbel N70 in de Grote Magelhaense Wolk
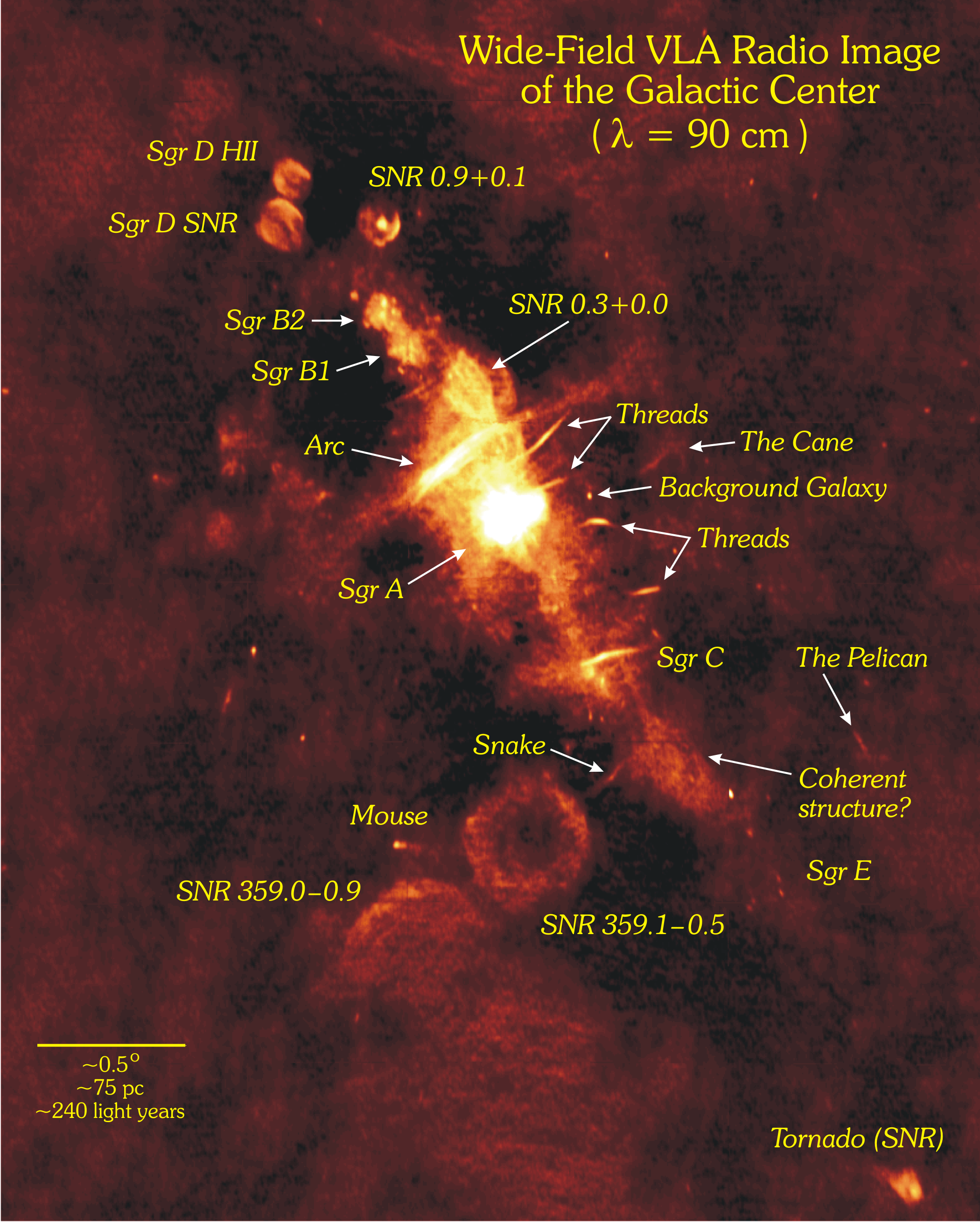
Het Galactisch centrum
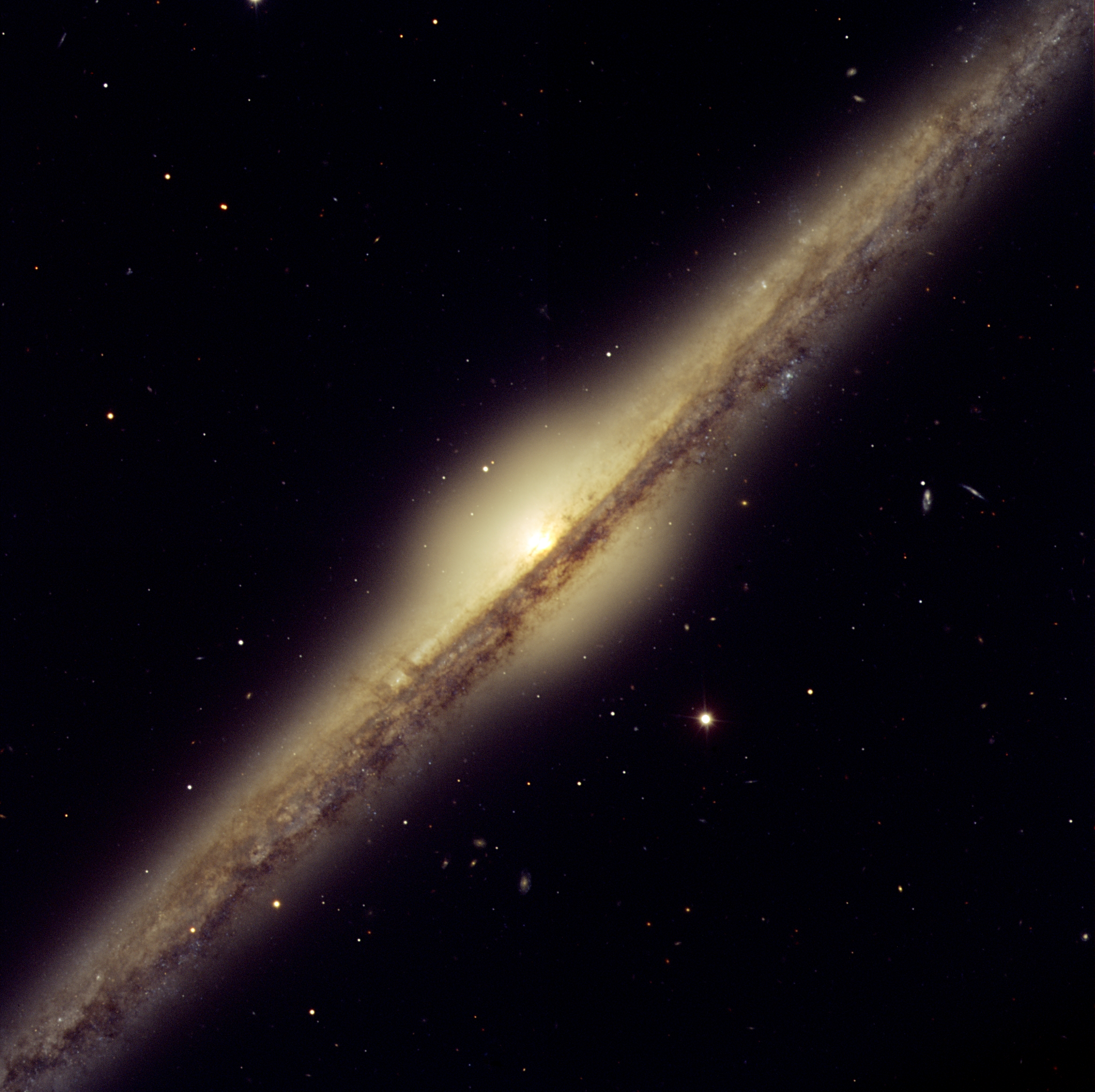
NGC 4565 met een bulge in het centrum
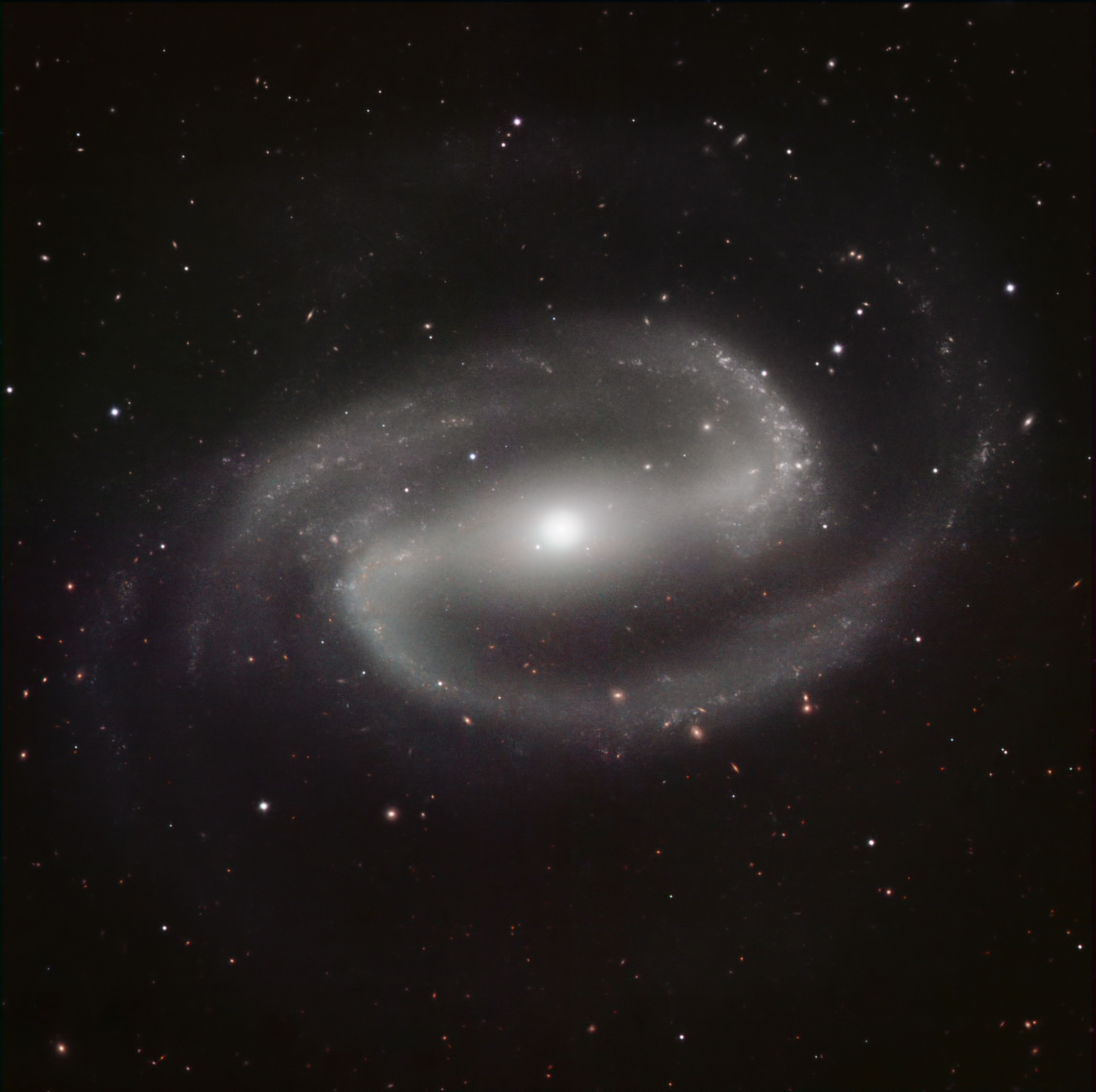
NGC 1300 met twee spiraalarmen

### Buiten het Melkwegstelsel
- Sterrenstelsels
  - Spiraalvormige sterrenstelsels
  - Elliptische sterrenstelsels
  - Onregelmatige sterrenstelsels
  - Dwergsterrenstelsels
- Odd radio circles
- Lyman alpha blobs
- Clusters en groepen van sterrenstelsels
  - Intraclustermedium
- Superclusters
- Superholtes
- de Grote Aantrekker
- de Grote Muur
- Kosmische achtergrondstraling
- Donkere materie
- Donkere energie

Het spiraalvormig sterrenstelsel Messier 101
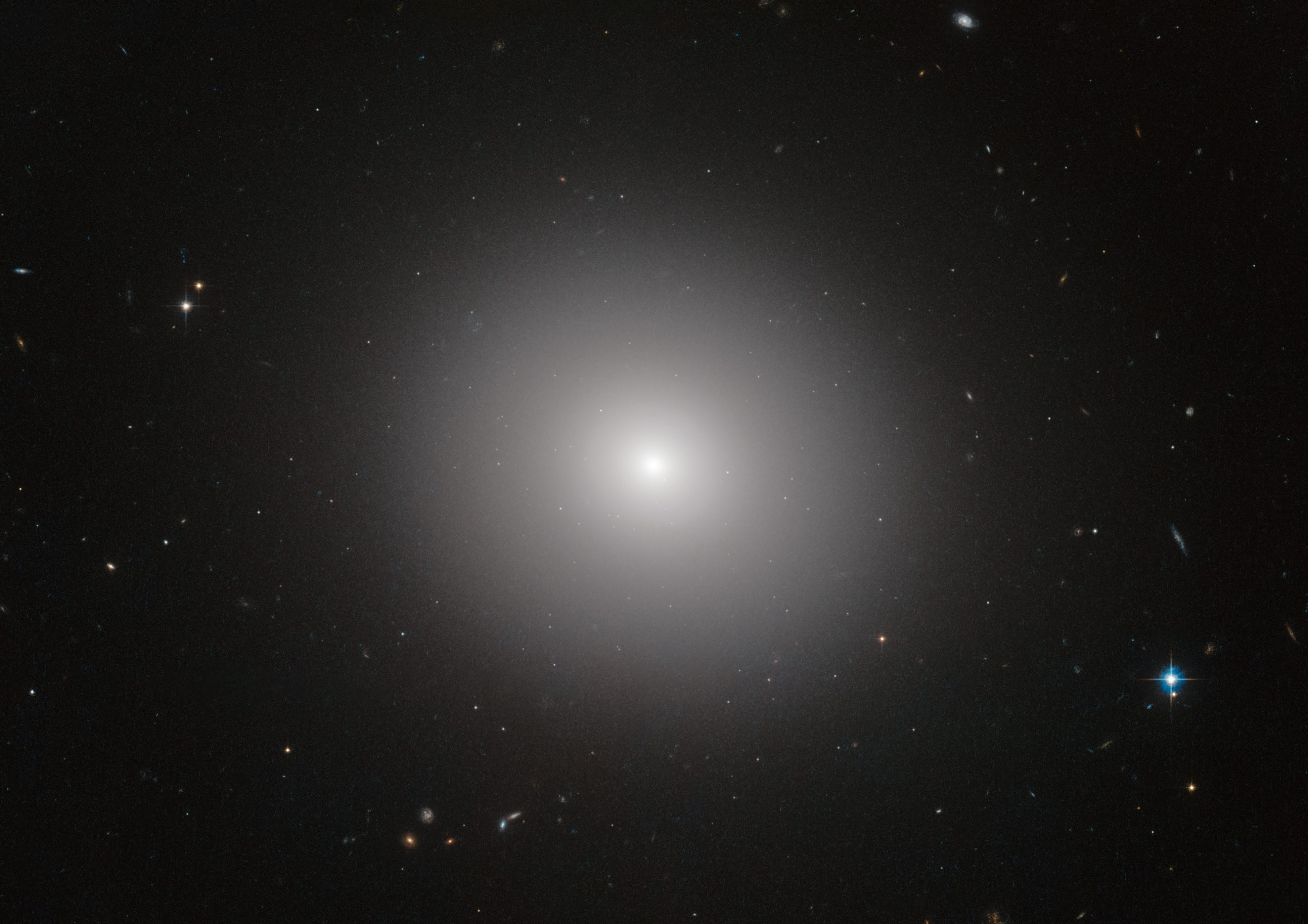
IC 2006, een elliptisch sterrenstelsel
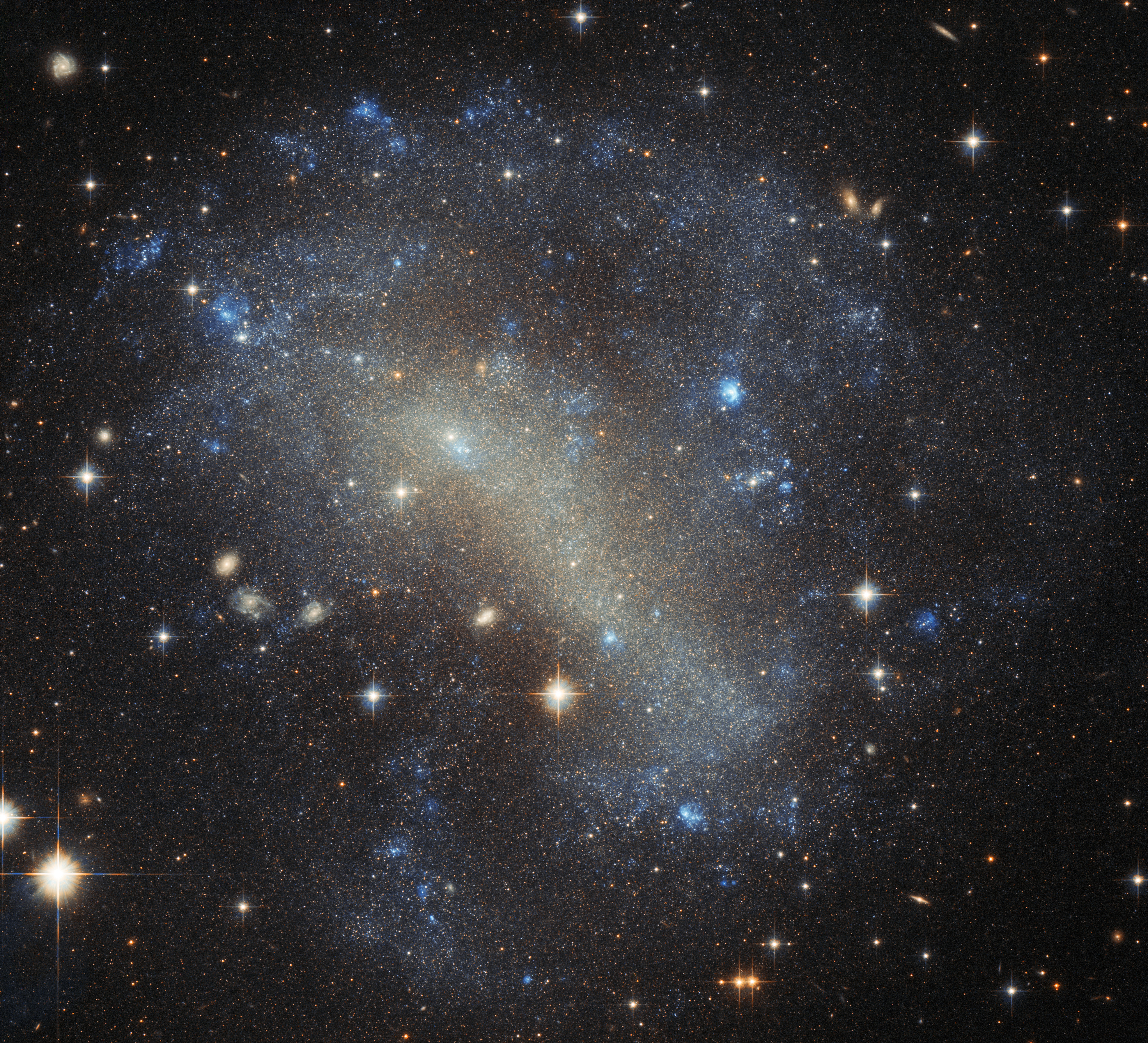
IC 4710.jpg, een onregelmatig sterrenstelsel
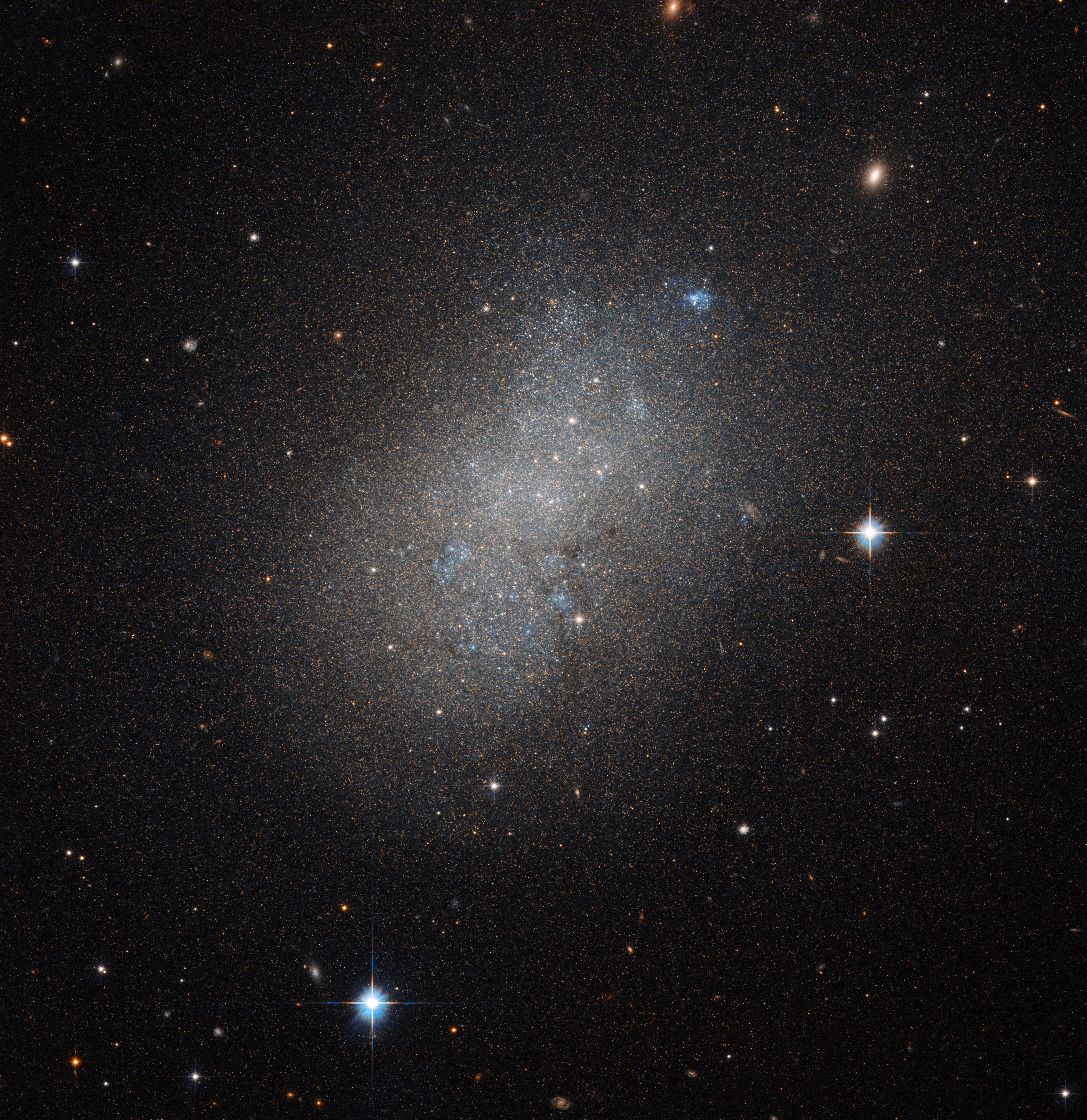
Het dwergsterrenstelsel NGC 5264
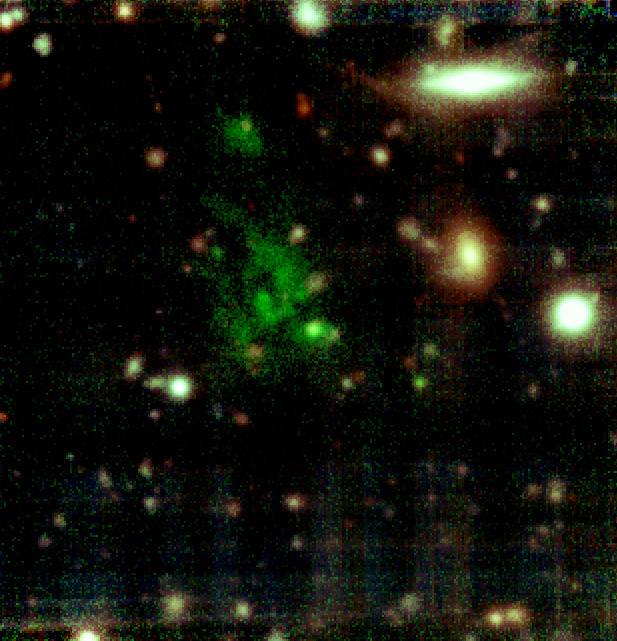
Lyman-alpha blob 1
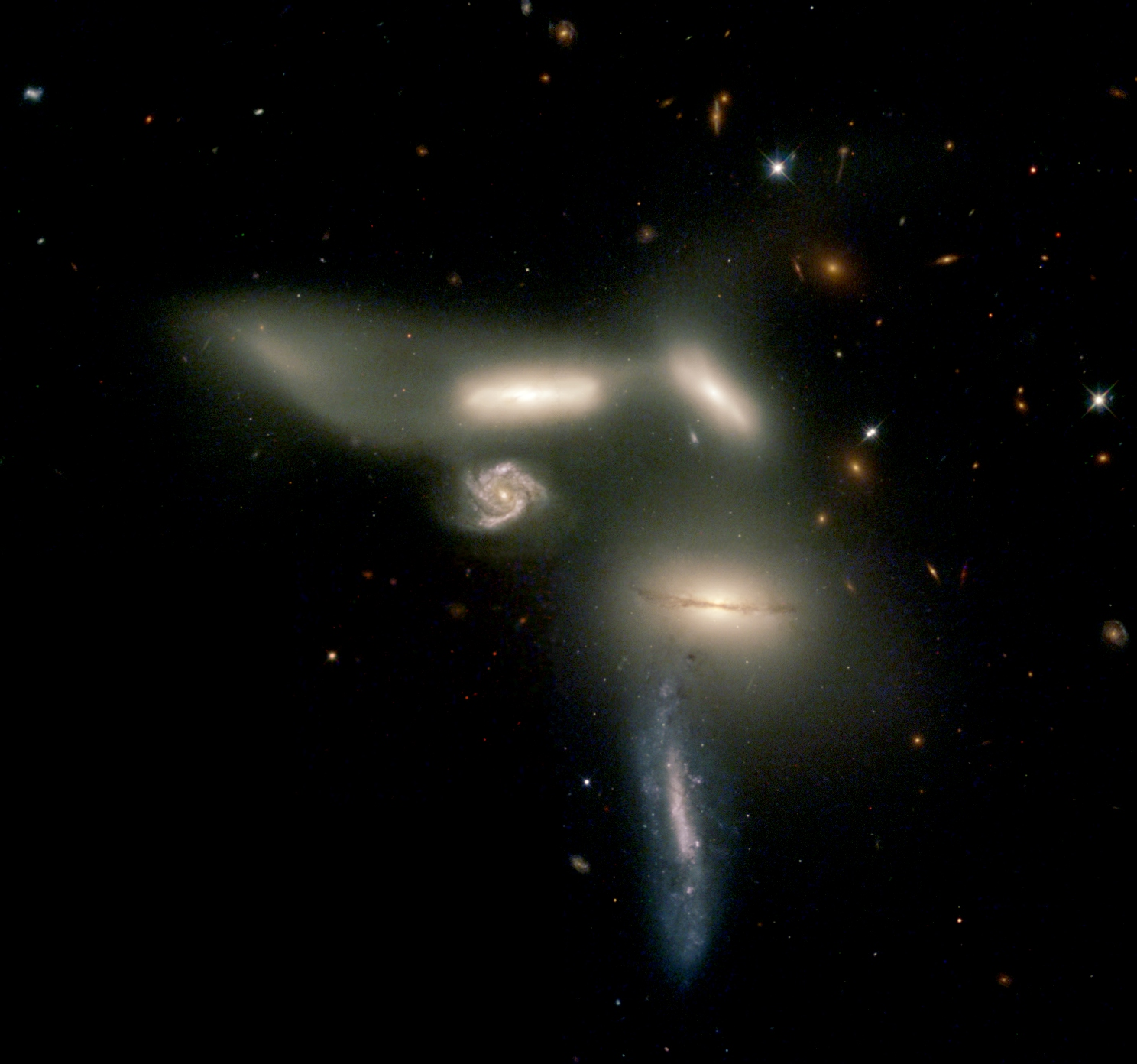
Het Sextet van Seyfert, een groep van sterrenstelsels
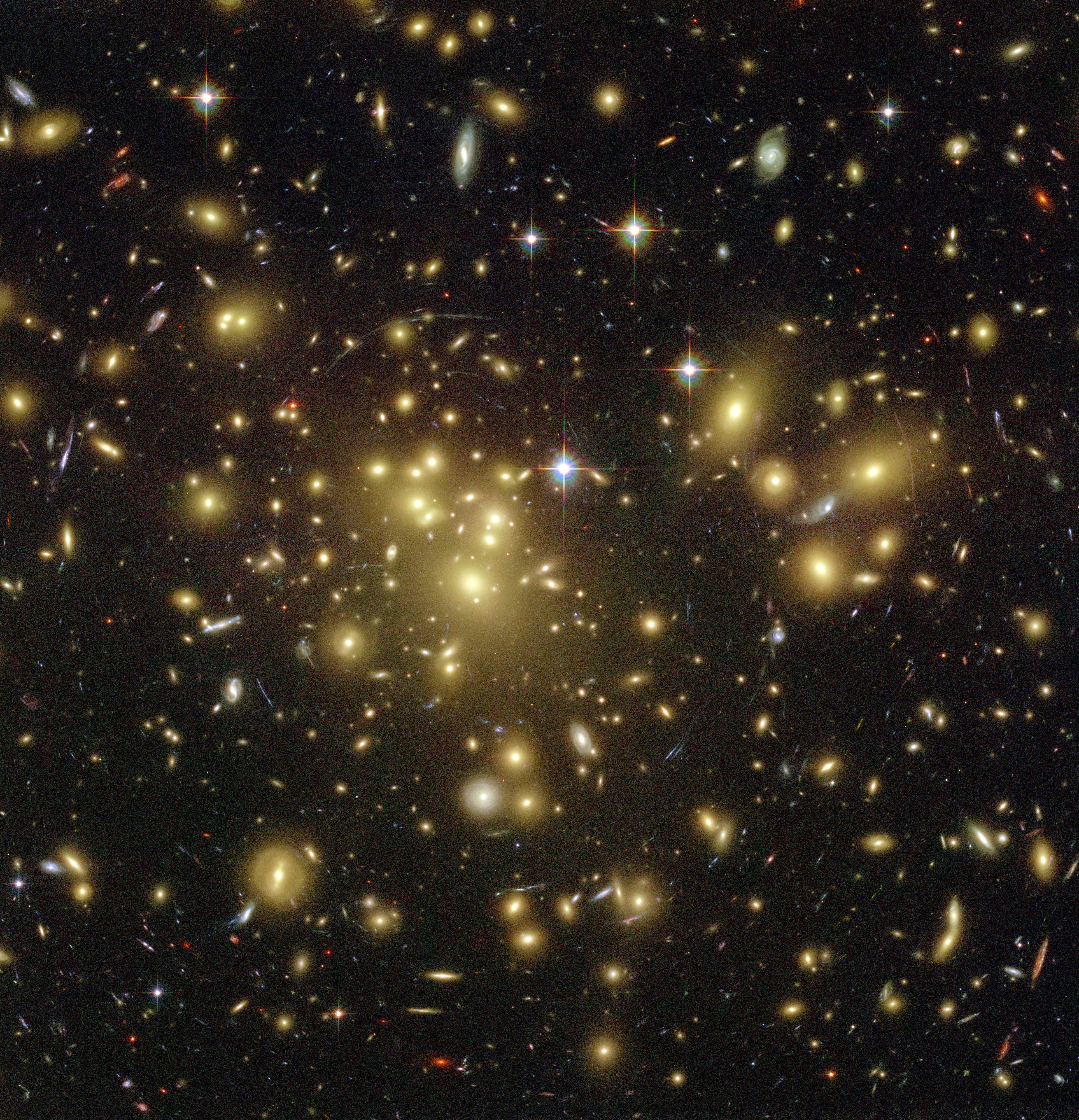
Abell 1689, een cluster van sterrenstelsels
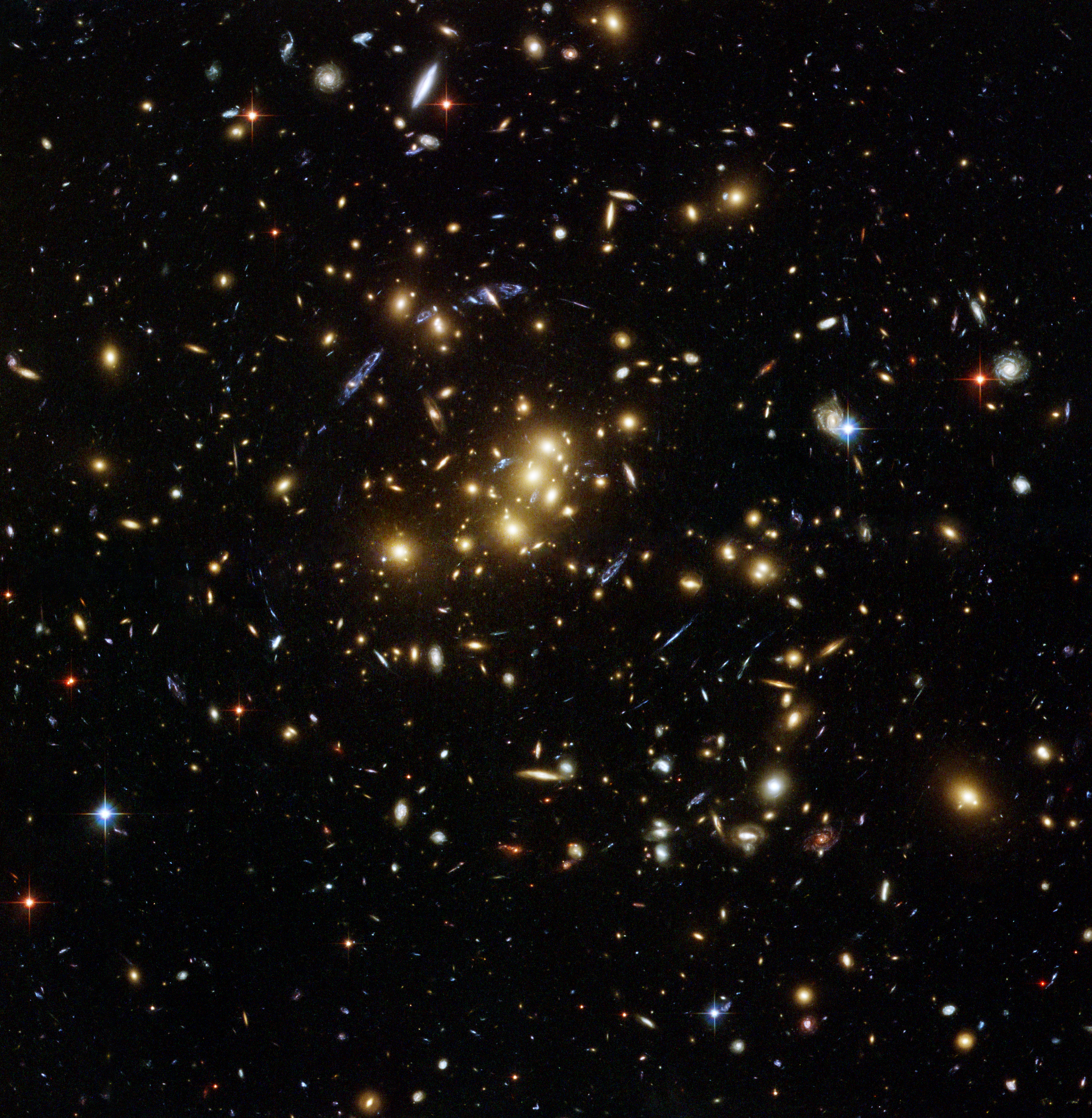
Cl 0024+17, een supercluster
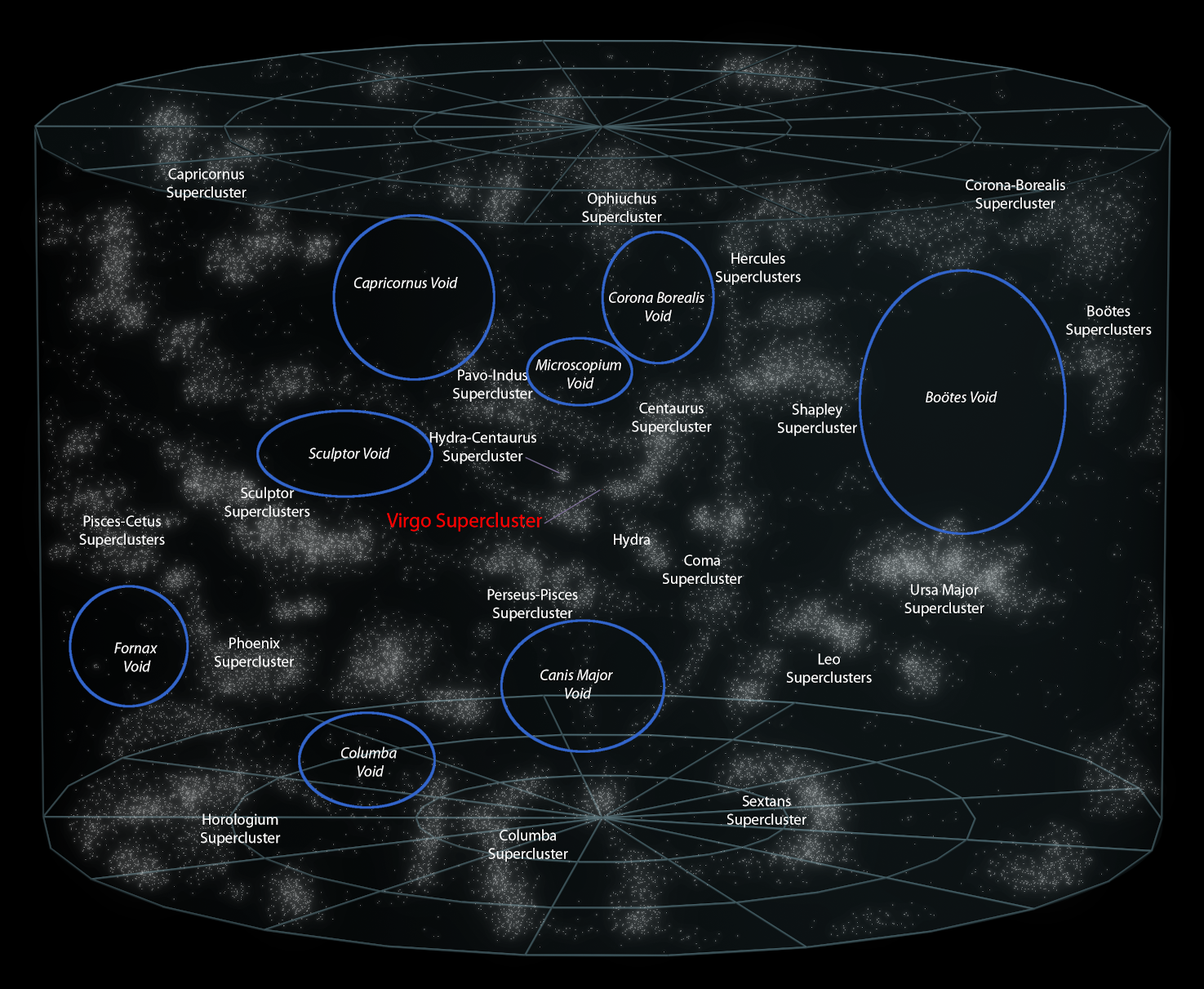
Superclusters en superholtes

## Naamgeving
Tegenwoordig heten de meeste hemellichamen naar 
1. hun catalogusnummer, bijvoorbeeld NGC 7000 of 3C 273,
2. een code die de auteur(s)/ontdekker(s) aangeeft met een volgnummer, bijvoorbeeld Shapley 1 of SS 433, of
3. een catalogusaanduiding met daarin de hemelcoördinaten van het object, bijvoorbeeld IRAS 17163-3907 of 2MASS J04414489+2301513.

In het verleden kregen hemellichamen namen van 
1. godheden, zoals de planeet Jupiter naar de Romeinse god Jupiter, maar ook van
2. het sterrenbeelden waarin ze zich bevinden (zoals 61 Cygni, "61 van de Zwaan", de ster nummer 61 in het sterrenbeeld Zwaan), van
3. beroemde mensen (zoals de Magelhaense wolken, naar ontdekkingsreiziger Ferdinand Magellaan) of van
4. degene die ze ontdekt of intensief bestudeerd heeft (zoals de Ster van Barnard, naar de sterrenkundige Edward Emerson Barnard).

In de afgelopen eeuwen zijn regels afgesproken om hemellichamen systematisch een naam te geven.

### Manen
Voor manen worden Romeinse cijfers gebruikt. Dit gebruik ontstond in 1610 toen de Italiaanse astronoom Galileo Galileï vier manen van Jupiter ontdekte, die hij Jupiter I, II, III en IV noemde. De Duitse astronoom Simon Marius ontdekte de manen rond dezelfde tijd, maar publiceerde er pas in 1614 over, waarbij hij ze volgens voorstel van Johannes Kepler de namen van vier geliefden van Zeus uit de Griekse mythologie gaf, de Griekse tegenhanger van de Romeinse god Jupiter. Hiermee ontstond de conventie om de planeten naar Romeinse goden te vernoemen, maar hun manen naar Griekse mythologische wezens.
De zesde maan van Saturnus werd ontdekt door Christiaan Huygens in 1655 en in 1847 door John Herschel omgedoopt tot Titan. Deze werd geclassificeerd als Saturnus VI.

### Sterren
Voor de helderste sterren wordt de Bayer-aanduiding gebruikt, opgesteld in 1603. Deze bestaat uit een letter van het Griekse alfabet (zoals alfa (α), bèta (β), en gamma (γ)), gevolgd door de genitief van de Latijnse naam van het sterrenbeeld waar de ster deel van uitmaakt (bijvoorbeeld Aldebaran in het sterrenbeeld Stier (Taurus) is α Tauri (alfa Tauri of alpha Tauri)). Het sterrenbeeld kan daarbij afgekort worden tot drie letters (bijvoorbeeld: Tau is "Tauri"). De sterren binnen het sterrenbeeld werden meestal in volgorde van helderheid benoemd, te beginnen met alfa voor de helderste, zoals Aldebaran, maar dit was niet altijd het geval.

### Dubbelsterren
In 1650 werd het bestaan van dubbelsterren ontdekt door de ster Mizar (zeta Ursae Majoris, de zesde helderste ster in het sterrenbeeld Grote Beer), die werd begeleid door Alcor (later bleken dit in totaal zes sterren te zijn). Om de twee sterren (componenten) van een dubbelster te onderscheiden, wordt een hoofdletter gebruikt. Dit is belangrijk omdat een kleine letter een exoplaneet aanduidt. Bijvoorbeeld bij Alpha Centauri, waarbij de helderste component A wordt genoemd (Alpha Centauri A/α Centauri A) en de zwakste B (Alpha Centauri B/α Centauri B) en het geheel AB (Alpha Centauri AB/α Centauri AB). Bij een meervoudige ster met meer dan twee componenten gaat men verder met C, D enzovoort. Zo bleek in 1915 dat Alpha Centauri nog een derde ster bezat, Proxima Centauri, en het dus eigenlijk een drievoudige ster is. Proxima Centauri wordt daarom als Alpha Centauri C/α Centauri C geclassificeerd.

### Exoplaneten
In 1992 werd het bestaan van exoplaneten bewezen door twee planeten rond de pulsar PSR B1257+12, die daarop PSR B1257+12A en PSR B1257+12B werden genoemd. Dit schiep echter de verwarring dat PSR B1257+12 een dubbelster zou zijn en de twee net ontdekte exoplaneten haar componenten, wat niet het geval is. Dit probleem werd acuut toen in 1999 een exoplaneet om de dubbelster Upsilon Andromedae (het ging om component Upsilon Andromedae A van de dubbelster) werd ontdekt. Sindsdien wordt een exoplaneet aangegeven met een kleine letter achter de sterrenbeeldnaam, beginnend met b (a is de ster zelf). Zo kreeg de nieuwe planeet de naam Upsilon Andromedae b (soms geschreven als Upsilon Andromedae Ab ter onderscheiding van de zwakkere component Upsilon Andromedae B). Sindsdien wordt PSR B1257+12 A ook wel PSR B1257+12 b genoemd, maar de oude naam bestaat nog.
In 2011 werd rond de dubbelster Kepler-16 een exoplaneet ontdekt, die om beide componenten A en B beweegt. Voorlopig heeft deze planeet nog de naam Kepler-16b, maar mocht er een planeet ontdekt worden die slechts om een van beide componenten beweegt, dan zal de naam veranderen in Kepler-16 ABb.

#### Voorbeeld
Stel dat men ooit een vierde maan (IV) vindt rond een tweede planeet (c) van de zwakke component (B) van de op 12 na helderste dubbelster (ν) in het sterrenbeeld Andromeda (And), dan zal deze met de twaalfde letter van het Griekse alfabet (ν) ν And Bc IV oftewel Nu Andromedae Bc IV heten. (Nu Andromedae bevat echter voor zover bekend geen planeten en er zijn ook nog geen manen buiten het zonnestelsel gevonden).